# Coppia di Lewis frustrata
In chimica, l'espressione coppia di Lewis frustrata (abbreviata come FLP dall'inglese frustrated Lewis pair) indica la combinazione tra un acido di Lewis e una base di Lewis che non possono formare un addotto classico a causa di impedimenti sterici. Pur non potendo reagire tra loro, queste coppie mantengono intatta la loro reattività acido-base di Lewis e possono utilizzarla per attivare altri substrati. Ad esempio la combinazione di tris(pentafluorofenil)borano con una fosfina molto ingombrata tipo la tris-t-butilfosfina può provocare eterolisi dell'idrogeno molecolare o l'addizione di etilene:
{\displaystyle {\ce {(C6F5)3B + P(tBu)3 + H2 -> (C6F5)3BH- + HP(tBu)3+}}}
{\displaystyle {\ce {(C6F5)3B + P(tBu)3 + C2H4 -> (C6F5)3BH^{-}CH2CH2P+(tBu)3}}}
La scoperta che alcune di queste FLPs scindono la molecola di idrogeno ha portato ad un rapido sviluppo di questo campo di ricerca. In breve tempo si sono individuate FLPs in grado di attivare anche piccole molecole come alcheni, alchini, CO, CO2, NO, N2O, SO2. Le FLPs hanno permesso di sviluppare nuove strategie sintetiche in chimica organica, ad esempio in reazioni di idrogenazione, idroborazione, e ciclizzazione.

## Storia
Gilbert Lewis nel 1923 propose una classificazione delle specie chimiche come accettori o donatori di elettroni, che da allora sono chiamati rispettivamente acidi di Lewis e basi di Lewis. Un acido e una base di Lewis di regola reagiscono tra loro "neutralizzandosi" con formazione di un addotto. Un esempio classico è la reazione tra trimetilborano e ammoniaca:
{\displaystyle {\ce {Me3B + :NH3 -> Me3B:NH3}}}
Nel 1942 Herbert Brown e collaboratori per primi notarono un'eccezione a questa regola: la 2,6-dimetilpiridina non forma un addotto con il trimetilborano, mentre lo forma regolarmente con il trifluoroborano:
{\displaystyle {\ce {Me3B + Me2C5H3N: ->}}} nessuna reazione
{\displaystyle {\ce {F3B + Me2C5H3N: -> Me2C5H3N:BF3}}}
La mancata reazione fu attribuita all'ingombro sterico provocato dalla presenza dei gruppi metilici su entrambi i reagenti. Negli anni successivi furono osservati occasionalmente altri casi di mancata reazione in coppie di Lewis a causa di problemi sterici, ma il fatto non attirò particolare attenzione.
Nel frattempo i concetti di reattività acido-base di Lewis con formazione di addotti trovarono ampia applicazione nella chimica di coordinazione. Ad esempio acidi di Lewis basati su boro e alluminio sono usati come attivatori dei catalizzatori di Ziegler-Natta per la polimerizzazione di alcheni, e basi di Lewis usate come leganti sono importanti nella catalisi omogenea con metalli di transizione.
La situazione cambiò nel 2006, quando Douglas Stephan e collaboratori scoprirono che coppie acido base di Lewis che non potevano reagire tra loro per problemi sterici erano in grado di scindere la molecola di idrogeno. Il risultato era particolarmente significativo perché per la prima volta l'attivazione dell'idrogeno era ottenuta senza catalizzatori basati su metalli di transizione. Un anno dopo fu coniato il termine coppia di Lewis frustrata per indicare queste coppie che pur non potendo reagire tra loro mantenevano intatta la loro reattività acido-base di Lewis.

## Cattura di CO2
Un altro esempio di attivazione di piccole molecole riguarda la cattura di CO2, un processo importante dato che CO2 è un ben noto gas serra. Si conoscono molti sistemi FLP in grado di interagire con la CO2. Ad esempio, una miscela di tris-t-butilfosfina e B(C6F5)3  reagisce con CO2 formando la specie t-Bu3PCO2B(C6F5)3, che poi riscaldata oltre 80 ºC rilascia la CO2 catturata.

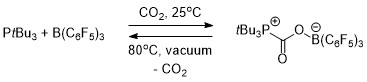
Cattura e rilascio di CO_{2} con un sistema FLP.

Sono noti anche sistemi catalitici FLP per ridurre la CO2 a metanolo in fase omogenea o a CO in fase eterogenea.